# Swisstopo
Swisstopo — офіційна скорочена назва Швейцарського федерального топографічного офісу (англ. Swiss Federal Office of Topography; нім. Bundesamt für Landestopografie; фр. Office fédéral de topographie; італ. Ufficio federale di topografia; ромш. Uffizi federal da topografia), національного картографічного агентства Швейцарії. Офіс відповідає за геодезичну зйомку місцевостей країни та картографію у Швейцарії.
Раніше офіс був підпорядкований armasuisse - федеральній агенції Швейцарії, яка відповідальна за матеріально-технічне забезпечення армії, а з 1 березня 2015 року прямо підпорядкований Швейцарському федеральному департаменту оборони, захисту населення та спорту. Його штаб-квартира розташована в Кьоніці (кварталі муніципалітету Ваберн біля Берну).
Сучасна псевдоанглійська назва була взята за офіційну 2002 року, але як назва домейну для офіційного сайту організації, swisstopo.ch, існувала з 1997 р.

## Історія
- 1838: Верховний квартермейстер, а пізніше генерал Швейцарської армії Гійльом-Анрі Дюфур заснував в Каружі «Швейцарське федеральне топографічне бюро».
- 1842–1865: Видана «Топографічна карта Швейцарії» (карта Дюфура) в масштабі 1:100 000.
- 1865: Топографічне бюро переїхало з Женеви до Берну; наступником Дюфура став Герман Зігфрід.
- 1870–1922: Виданий «Топографічний атлас Швейцарії» (карта Зігфріда) в масштабах 1:25 000 та 1:50 000.
- 1901: Топографічне бюро перетворено на підрозділ Швейцарського федерального військового департаменту та отримало назву «Швейцарська федеральна земельна топографія» (скорочення — «L+T»).
- 1941: «Земельна топографія» переїхала до Ваберну.
- 1952–1979: Видані Національні карти Швейцарії в масштабі 1:25 000.
- 2002: swisstopo замінило «L+T» як торгова марка, логотип та скорочена назва офісу; офіційна назва однак лишилась «Федеральний топографічний офіс».

## Карти
Основним продуктом Swisstopo є топографічні карти в семи різних масштабах. Швейцарські карти отримали численні схвальні відгуки за свою точність та якість.

### Звичайні (регулярні) карти
- 1:25 000. Це найбільш детальні карти, корисні для багатьох цілей. Вони також популярні у туристів, особливо для відомих місць, як наприклад Церматт та Санкт-Моріц. Регулярно друкуються 208 карт цього масштабу. Першою надрукованою картою цього масштабу була «1125 Chasseral» 1952 року, останньою — «1292 Maggia» 1972 року. З 1956 року публікуються також і з'єднані карти, починаючи з «2501 St. Gallen» (вже існує більше 20). Вони мають ту саму інформацію, однак містять поєднання декількох звичайних карт, особливо для урбаністичних зон зі значною кількістю туристів.
- 1:50 000. З 1994 року на цих картах дороги/стежки відмічені кольором. Їх рекламують як карти для туристів-хайкерів, альпіністів, велосипедистів і дослідників. З регулярним інтервалом друкуються 78 карт цього масштабу, а також бл.25 з'єднаних карт.
- 1:100 000. Ці карти рекламуються як карти географічних регіонів, що є особливо цікавими для туристів. З регулярним інтервалом друкуються 24 карти цього масштабу, а також 11 з'єднаних карт.
- 1:200 000. Швейцарія та оточуючі країни на чотирьох аркушах. З'єднані карти відсутні.
- 1:300 000. Фотокопія карти масштабу 1:200.000 з Швейцарією на одному аркуші.
- 1:500 000. Швейцарія з усіма країнами, з якими межує.
- 1:1 000 000. Швейцарія з розширеним оточенням від Люксембургу до Боснії і Герцеговини.

#### Система нумерації
Систему нумерації регулярних швейцарських карт (крім з'єднаних) прямо заснована на географічному розташуванні. Номер карти завжди буде на одиницю вищим ніж номер дотичної карти із заходу та на одиницю нижче, ніж номер дотичної карти зі сходу. З півночі на південь, номери відрізняються на 20 для масштабу 1:25.000, на 10 для масштабу 1:50.000 та на 5 для масштабу 1:100.000. Однак, оскільки Швейцарія трошки більша, щоб мати лише 20 карт масштабу 1:25.000 в ширину, до цього правила є декілька виключень, але замість переходу на іншу систему, напр. карта на захід від «1199 Scuol» має назву «1199bis Piz Lad». Той же принцип існує і для деяких карт масштабу 1:50.000.

### Туристичні карти
- карти для хайкінгу, друкуються у масштабі 1:50.000. Засновані на звичайних картах масштабу 1:50.000, але додатково містять інформацію про маршрути для проходження та інформацію про громадський транспорт. Карти друкуються у співпраці з «Swisshiking».
- гірськолижні карти, 1:50.000. Засновані на топографічних картах 1:50.000, але додатково містять інформацію про круті спуски, гірськолижні траси та траси для сноубордів.
- карта доріг: два аркуші в масштабі 1:200.000, але не однакові з топографічною картою 1:200.000, оскільки не має контурних ліній. Друкується щороку.
- Культурна Спадщина, 1:300.000
- Карта музеїв, 1:300.000.
- Карта замків, 1:200.000. Заснована на топографічній карті масштабу 1:200.000, але додатково включає інформацію про замки, фортеці та руїни.
- мапа Евересту, у співпраці з багатьма іншими організаціями, напр. Національним географічним товариством.
- мапа Swiss Path. «Swiss Path» — це маршрут для хайкінгу довкола Фірвальдштетського озера, створений на честь 700-ї річниці Швейцарської Конфедерації.
- «Seeland-Trois lacs» (букв. "країна озер — три озера), масштаб 1:75.000, прямо не заснована на жодній топографічній карті та не має контурних ліній. Була створена для виставки «Expo. 02», яка проводилась у цьому регіоні.

### Інші карти
- супутникова карта, 1:300.000.
- політична карта, 1:300.000, лише з політичними кордонами, не містить ніякої топографічної інформації, крім про озера;
- «Колись та зараз» (нім. Einst und Jetzt), історична карта; 1:25.000: поки надруковані лише карти Берна та Базеля;
- Карта використання земель, 1:300.000, лише зі статистичною інформацією (жодної топографічної);
- Аеронавігаційна карта, 1:500.000, заснована на топографічній карті 1:500.000, з авіаційною інформацією;
- карта/схема для глайдерів (планеристів тощо) (1:300.000);
- карта/схема аеронавігаційних перепонів (1:100.000);
- карта сонячної радіації.